# 外台伯河

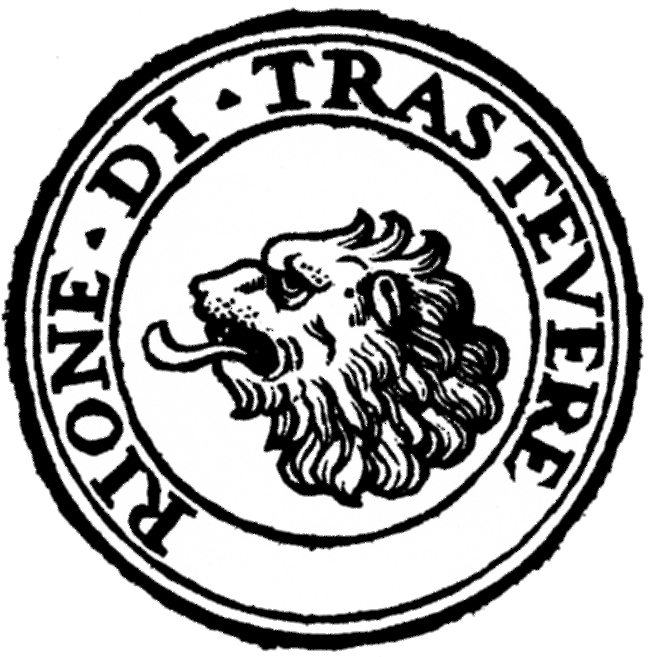
区徽

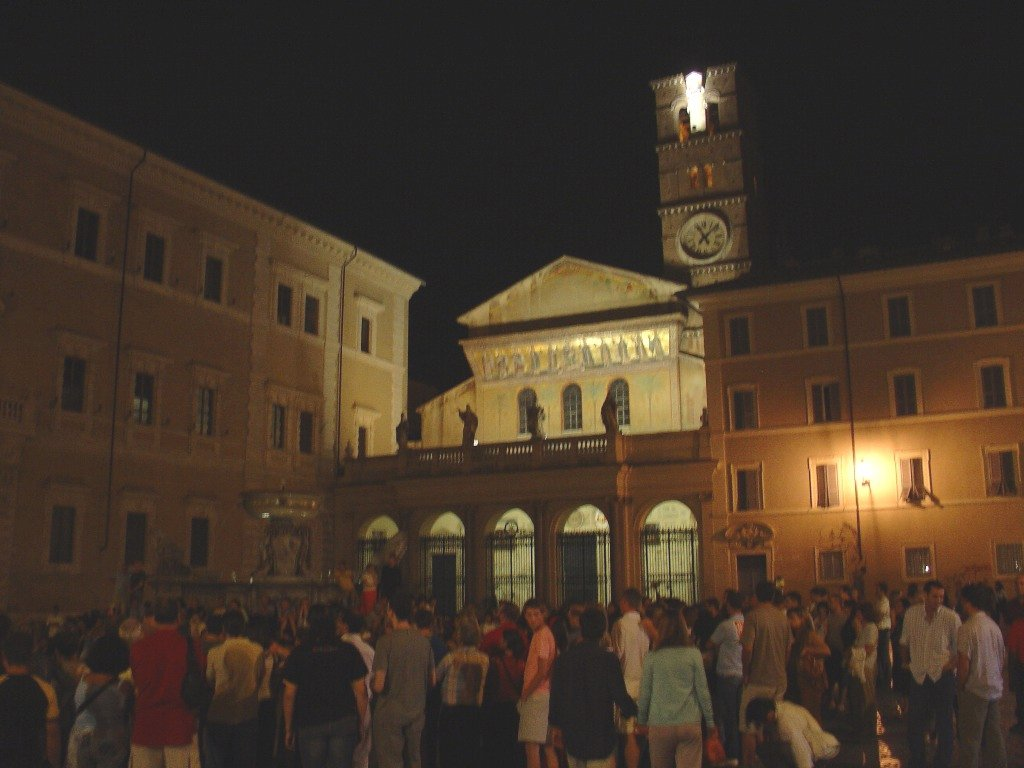
夜间的越台伯河的圣母广场

外台伯河（義大利語：Trastevere，读作：/trasˈtevere/）是罗马的第13区，位于台伯河西岸，梵蒂冈以南，得名于拉丁文“trans Tiberim”，意为“台伯河外”。其纹章是红色背景上金色的狮子头。特拉斯提弗列的北面毗邻14区博尔戈。外台伯河区域集中了许多小餐馆和酒吧。